# أوتو ميلارا 76 ملم
مدفع أوتو ميلارا 76، هو مدفع بحرية صممته وصنعته شركة الدفاع الإيطالية أوتو ميلارا، يستند إلى أوتو ميلارا (62/76سي "Compact") وطور إلى (62/76 أس آر "Super Rapid" و (62/76 ستراليس).
النظام مضغوط بدرجة كافية (لا يشغل حيزاً كبيراً) لدرجة يمكن تثبيته على السفن الحربية الصغيرة نسبياً. إن معدل إطلاق النار العالي وتوافر مجموعة متنوعة من الذخيرة يجعله قادراً على أن يكون مضاداً للصواريخ قصيرة المدى، ومضاداً للطائرات، ومضادأً للأهداف السطحية. ويشمل تنوع الذخيرة قذائف خارقة الدروع، وقذائف حارقة، وقذائف تجزئة موجهة، وقذائف موجهة قادرة على تدمير الصواريخ المضادة للسفن، ومزود بقبة شبحية.
تم تصدير أوتو ميلارا 76 ملم على نطاق واسع، حيث تستخدمه ستون قوة بحرية؛ أصبح مفضلاً مؤخراً على المدفعية الفرنسية التي يبلغ قطرها 100 ملم المركّبة في فرقاطات المشروع الإيطالي الفرنسي المشترك من فئة «هورايزون» وفرقاطة فريم (FREEMM).
في 27 سبتمبر 2006، أعلنت إيران أنها بدأت إنتاج كميات ضخمة من مدفع البحرية المسمى فجر-27 والذي يعتبر هندسة عكسية للمدفع الإيطالي أوتو ميلارا 76 ملم.

## مواصفات أخرى
- التبريد: مياه البحر-من خلال تدفق المياه المتجددة
- مغذي الطاقة الكهربائية
  - 440 فولت، ثلاثي الأطوار، 60 هيرتز، الدائرة الرئيسية
  - 115 فولت، أحادي الأطوار، 400 هيرتز، شبكة المؤازرة والموازنة

## النُسَخ

### فائق السرعة Super Rapid
تم تطويره في بدايات الثمانينيات (يدعي في بعض الأحيان ب Super Rapido)، هذه النسخة هي تطوير محدث لمدافع البحرية الإيطالية عيار 76 ملم، والقادرة على إطلاق 120 طلقة في الدقيقة. تم تحقيق أعلى معدل لإطلاق النار في النسخة فائقة السرعة من خلال تصميم نظام تغذية ذخيرة أسرع.

### نظام ستراليس
أدت هذه التحسينات الجديدة إلى تفضيل البحرية الإيطالية للمدفع فائق السرعة بنظام ستارليس وذخيرة «دارت» ذات نظام أسلحة قتال قريب عيار 40 ملم، في نظام الدفاع المضاد للصواريخ، كونه قادراً على مواجهة العديد من الصواريخ دون سرعة الصوت التي تصل إلى 8000 متر.
المدى الأطول يعني أن المدفع الأحادي يمكنه مواجهة عدة صواريخ في نفس الوقت. كان المدفع قادراً على الاستخدام ضد الأهداف السطحية، كونه مدفع متوسط العيار ذا مدى بعيد نسبياً.

## التسليح
لدعم الأدوار المتعددة للمدفع، تقدم الشركة للمشغلين نطاقاً واسعاً من الذخيرة الخاصة.
- «إتش إي» الذخيرة المتفجرة القياسية بطرازاتها المختلفة: تزن 6.296 كغم، المدى 16 كم، المدى الفعال 8 كم (و4 كم ضد الأهداف الجوية عندما يكون المدفع بزاوية 85 درجة).
- أم أو أم (Multirole OTO Munition) (طورت من قبل أوتو ميلارا)
- بي أف أف: قذيفة مضادة للصواريخ.
- سابوم: تزن 6.35 (منها0.46 مادة متفجرة)، المدى 16 كم (سابومر 20 كم)، خارقة للدروع
- دارت: قذائف موجهة مضادة للطائرات والصواريخ.
- فولكانو: تزن 5 كغم، قذائف موجهة، المدى 40 كم (وهي نسخة مصغرة لمدفع فولكانو عيار 127 ملم).[5]

## نظام إطلاق النار
كانت هنالك تطويرات في أنظمة مدفع إطلاق النار. في النسخ الأولى (كومباتو) التي استعملت فيها رادارات مثل آر تي إن-10 إكس أوريون (صنعت بواسطة سيلينا، الآن تسمى سيليكس).
من بدايات الثمانينيات، كانت هنالك أنظمة أقوى وأكثر مرونة، آر تي إن-30 إكس (أستعمل مع داردو-إي نظام أسلحة قتال قريب وعرف في البحرية الإيطالية باسم أس بي جي-73)، والذي كان قادراً على توجيه المدافع (أعيرة 40,76,127 ملم)، والصواريخ مثل (صاروخ عصفور البحر-أسبايد).دخل هذا النظام الخدمة في البحرية الإيطالية على المدمرة جاليباردي (سي 551: أر تي إن 30-إكس دخل الخدمة في فئة الفرقاطات ميسترال، ولكن مدفع داردو-إي عيار 40 ملم زود بالرادار الأقدم آر تي إن 20-إكس).